# Семенская
Семенская — деревня в Кадуйском районе Вологодской области.
Входит в состав Никольского сельского поселения (до 2015 года входила в Андроновское сельское поселение), с точки зрения административно-территориального деления — в Андроновский сельсовет.
Расстояние по автодороге до районного центра Кадуя — 39,5 км, до центра сельсовета деревни Андроново — 1,5 км. Ближайшие населённые пункты — Андроново, Брюхово, Мартюхино, Новинка, Панюково, Чудиново, Якшинская.
По данным переписи в 2002 году постоянного населения не было.